# Maiko Nasuová
Maiko Nasuová (japonsky , * 31. července 1984 Mie) je bývalá japonská fotbalistka.

## Reprezentační kariéra
Za japonskou reprezentaci v letech 2009 až 2011 odehrála 3 reprezentační utkání.

## Statistiky
| Japonsko | Japonsko | Japonsko |
| Roky     | Záp.     | Góly     |
| -------- | -------- | -------- |
| 2009     | 2        | 0        |
| 2010     | 0        | 0        |
| 2011     | 1        | 0        |
| Celkem   | 3        | 0        |